# Raromagedón 3: Recuperar Gravity Falls
Raromagedón 3: Recuperar Gravity Falls es el episodio final de la serie de televisión animada estadounidense Gravity Falls. El episodio, que sirve como el vigésimo episodio de la segunda temporada y el episodio número 40 en general, fue escrito por Shion Takeuchi, Mark Rizzo, Josh Weinstein, Jeff Rowe y Hirsch, y dirigido por Stephen Sandoval. La serie sigue a los gemelos de doce años Dipper (con la voz de Jason Ritter) y Mabel Pines (con la voz de Kristen Schaal), quienes se quedan durante el verano con su tío abuelo Stanley pines (con la voz de Alex Hirsch) en una trampa para turistas llamada Cabaña del misterio, ubicada dentro del pueblo ficticio Gravity Falls. En este episodio, el hermano de Stan, Stanford (con la voz de JK Simmons), descubre el alcance de los planes de Bill Cipher, que es expandir su apocalipsis (Raromagedon) más allá de los rincones del pueblo (ya que el pueblo de Gravity Falls tiene un hechizo mágico que impide que Bill salga de allí) mientras que el equipo de la Cabaña del misterio elabora un plan para contraatacar y acabar con el apocalipsis. Un enfrentamiento final con Bill conduce al destino final de la familia Pines y al mayor sacrificio.
"Raromagedón 3: Recuperar Gravity Falls " se emitió por primera vez el 15 de febrero de 2016 en Disney XD y fue visto por 2,47 millones de espectadores en hogares de los Estados Unidos y obtuvo una calificación de 0,51 en el grupo demográfico de 18 a 49 años. Se convirtió en la transmisión más vista en la historia de Disney XD, superando a "La historia de los dos Stan", otro episodio de Gravity Falls.

## Trama
Dipper, Mabel, Soos y Wendy regresan a la Cabaña del Misterio y encuentran a Stan, un puñado de residentes del pueblo y varias de las criaturas paranormales que han encontrado refugiándose allí. Después de defenderse de uno de los murciélagos oculares de Bill, Stan le dice a la pandilla que el pelo de unicornio con el que Ford revistió la base de la cabaña los protege de los poderes de Bill. Stan cree que deberían esperar, pero después de que Dipper revela que Ford conoce la debilidad de Bill, los demás acuerdan montar una misión de rescate, especialmente cuando descubren que el resto de los habitantes del pueblo están siendo petrificados por murciélagos oculares y apilados en un trono improvisado para Bill. El viejo McGucket lidera a los sobrevivientes para convertir la cabaña en un robot gigante. Mientras tanto, Bill descongela a Ford, buscando comprender cómo destruir la fuerza misteriosa que lo mantiene a él y a sus lacayos atrapados dentro de Gravity Falls. Ford conoce el secreto, pero se niega a contárselo a Bill, por lo que procede a torturarlo.
El recién construido Cabañatrón viaja a la base de operaciones de Bill y derrota fácilmente a sus secuaces. Bill sale a luchar, pero el robot le arranca el ojo de la cuenca y lo deja ciego temporalmente. Mientras Cabañatrón lo mantiene distraído, Dipper y Mabel lideran un pequeño grupo a bordo de la base de Bill. Desmontan el trono de Bill, restaurando a los ciudadanos petrificados. Después de reunirse con Ford, Ford pinta con aerosol una rueda del Zodíaco en el suelo, habiendo visto la imagen descrita como un medio para derrotar a Bill. La rueda requiere diez personas específicas, indicadas por símbolos en ella, y Ford se da cuenta de que los símbolos representan a los habitantes más importantes del pueblo (Dipper, Mabel, Stan, Ford, Soos, Wendy, McGucket, Gideon, Robbie y Pacifica). El grupo se toma de las manos para comenzar el plan, pero Stan se niega debido a su amargura hacia Ford (Stan esta molesto con Ford porque el primero gasto 30 años en intentar salvarlo, pero Ford no le agradeció). Finalmente se une después de que Ford se disculpa y le agradece, pero otro comentario insignificante incita a los hermanos a pelear, lo que causa suficiente alboroto para que Bill regrese después de haberse regenerado el ojo y posteriormente haber destruido al Cabañatron.
Bill quema el Zodíaco, atrapa a la familia Pines y convierte a los demás en tapices para evitar que interfieran. Bill encarcela a los niños y amenaza con matarlos a menos que Ford le permita entrar en su mente para descubrir cómo escapar de Gravity Falls. Dipper y Mabel logran escapar, pero Bill los persigue después de encarcelar a Stan y Ford. Una vez dentro de esa prisión, ambos se reconcilian y posteriormente Ford menciona que potencialmente podrían derrotar a Bill borrándolo de la mente de alguien usando el Arma Borra-Memoria. Ford cree que la única forma de salvar a los niños es permitir que Bill entre en su mente, aunque sus propios recuerdos no se pueden borrar debido a una placa de metal que tiene instalado en su cabeza, Stan le sugiere a Ford que el haga el trato con Bill en lugar de Ford, Ford rechaza esa posibilidad debido a que Bill no tiene razones para entrar a la mente de Stan, lo que le da a Stan una idea.
Dipper y Mabel intentan escapar de Bill, pero finalmente son atrapados. Bill los devuelve a la sala del trono y amenaza con matarlos, lo que provoca que Ford acepte de mala gana permitir que Bill entre en su mente. Ford pone como única condición que Stan y los niños queden en libertad, después de darse un apretón de manos, Bill abandona su cuerpo físico, que se petrifica, y entra en el paisaje mental de Ford, pero en su lugar es recibido por el paisaje mental de Stan. Stan revela que él y Ford intercambiaron ropa para engañar a Bill para que entrara en una mente susceptible a los efectos de la pistola de memoria, y expresa su voluntad de sacrificar sus recuerdos para salvar al mundo y a su familia. Ford dispara a regañadientes el arma de la memoria y borra los recuerdos de Stan. Un Bill aterrorizado comienza a debilitarse y luego es golpeado por el yo mental de Stan, destruyéndolo para siempre mientras el resto del paisaje mental de Stan es borrado por los efectos de la pistola de memoria. La puerta de entrada a la dimensión de Bill se cierra, atrayendo a sus secuaces y a su base, lo que hace que la ciudad vuelva a su estado anterior al Raromagedon. Los Pines y Soos llevan devastadoramente a Stan, quien perdió su memoria, a la casi destruida Cabaña del misterio, donde Mabel encuentra su álbum de recortes y le muestra toda la diversión que tuvieron durante el verano, lo que gradualmente restaura los recuerdos de Stan.
Durante la semana siguiente, los habitantes del pueblo limpian los últimos rastros del Raromagedon mientras el alcalde aprueba la "Ley de Nada de eso importa" para aliviar sus preocupaciones; la familia Northwest se arruina y pierde su mansión, lo que impulsa a McGucket a mudarse allí después de ganar mucho dinero gracias a sus investigaciones científicas; Gideon promete comportarse más como un ciudadano normal. Muchos habitantes del pueblo se unen a los amigos y tíos abuelos de Dipper y Mabel para celebrar el cumpleaños número 13 de los gemelos en la Cabaña. Ford se ofrece a navegar alrededor del mundo durante un año con Stan, un sueño que tenían juntos cuando eran niños, pero Stan afirma que tendría que cerrar la Cabaña, lo que decepciona a la gente del pueblo; Stan luego nombra a Soos como el nuevo gerente de la Cabaña.
Más tarde ese día, Stan, Ford, Soos, Wendy, Candy y Grenda despiden a Dipper y Mabel cuando su autobús a casa se detiene. Wendy intercambia sombreros con Dipper y le da un sobre para abrir en el viaje de regreso a casa. Luego, Dipper y Mabel suben al autobús, llevando consigo a Pato, el cerdo de Mabel, gracias a la insistencia de Stan y Ford. El autobús se va mientras el grupo se despide con la mano. Mientras los gemelos recuerdan su tiempo en Gravity Falls, los avances temporales muestran a Soos manejando la cabaña con su novia Melody, guardando en la cabaña una estatua de Stan. Los avances también muestran el viaje de Stan y Ford. Dipper abre la carta de Wendy y encuentra las firmas de sus amigos y tíos abuelos, prometiendo " Hasta el próximo verano".
El segmento de créditos finales presenta un montaje del verano de los gemelos y su eventual llegada a Piedmont, California. En una escena poscréditos, se ve brevemente una estatua real del cuerpo físico petrificado de Bill, parcialmente sumergida en el suelo del bosque.

## Producción
Este episodio es el vigésimo episodio de la segunda temporada y el final de la serie, de Gravity Falls, que fue creada por Alex Hirsch. Escribió el episodio junto con Mark Rizzo, Jeff Rowe, Shion Takeuchi y Josh Weinstein. Es el quinto episodio del programa que dirigirá Stephen Sandoval.
El 20 de noviembre de 2015, antes de que se transmitieran los dos últimos episodios de "Raromagedon" en Disney XD, Hirsch anunció en su cuenta de Tumblr que decidió terminar Gravity Falls. Explicó que Disney no estaba cancelando el programa, sino que lo terminó por decisión propia y que fue una decisión tomada con meses de anticipación. Hirsch continuó explicando que no quería que la serie perdiera su chispa original y que nunca pretendió que el programa "durara para siempre", sino una exploración de la experiencia del verano y una historia sobre la infancia en sí. Según Hirsch, el hecho de que la infancia termine es exactamente lo que hace que el programa sea tan valioso y la razón por la que los espectadores deberían apreciarlo mientras dure. 
El episodio presenta una serie de estrellas invitadas que ya habían aparecido en el programa una o dos veces, como Cecil Baldwin como Tanto Extraño, Kurt Braunohler como Greg Valentino, Louis CK como La Horrible Monstruosidad Sudorosa con un solo Brazo (un papel que desde entonces ha sido rebautizado por Hirsch  ), Nathan Fillion como Preston Northwest, Danielle Fishel como Pyronica, Larry King como una versión de cera de su cabeza incorpórea, Andy Merrill como Dientes, Alfred Molina como el Multioso y JK Simmons tomando el papel recurrente de Ford Pines. Sólo hay un personaje nuevo en el final: el conductor del autobús que lleva a Dipper y Mabel de regreso a Piedmont, California, con la voz de la estrella de Twin Peaks, Kyle MacLachlan.

## Transmisión
El episodio se estrenó en Disney XD el 15 de febrero de 2016 a las 7:00 p. m. EST. En su día de estreno, el episodio obtuvo un promedio de 2,47 millones de espectadores en todo Estados Unidos y una calificación de 0,51 en el grupo demográfico de 18 a 49 años, superando a "La historia de los dos Stan" como la transmisión más vista en la historia de la cadena.
El 8 de febrero de 2016, una semana antes del estreno, Disney XD emitió un especial de media hora titulado Gravity Falls: Between the Pines, presentado por el creador de la serie Alex Hirsch y el personaje de Gravity Falls, El bebe del tiempo (interpretado por Dave Wittenberg ). El especial profundiza en la producción del programa, ofreciendo a los fanáticos una mirada al interior detrás de escena. Un maratón de 68 horas se transmitió en Disney XD desde el 12 de febrero de 2016 hasta el final el 15 de febrero de 2016, y toda la serie se transmitió en orden. Como sólo hubo 39 episodios, el programa se repitió cuatro veces para llenar el espacio de 68 horas.

## Recepción
El final de la serie recibió elogios de la crítica tanto de los críticos como de los fanáticos del programa. Alasdair Wilkins de The AV Club opinó que fue el final perfecto para la serie y le otorgó al episodio una "A" por traer de regreso tantos personajes como fuera posible, e incluso los personajes secundarios secundarios tuvieron su propio momento para brillar. Aplaudió la forma en que el episodio "ejemplifica todo lo que Gravity Falls [pudo] ser en su mejor momento: es divertido, emotivo, hermoso y aterrador en igual medida". Según él, "Cuando Gravity Falls comenzó, se presentó como un cruce apto para niños de Los Simpson, Twin Peaks y Expediente X. No puedo pensar en un mejor tributo final que decir que estuvo a la altura de todo el potencial ridículo implícito en esa descripción... y terminó siendo algo incluso mejor que eso". Al final, escribió que Gravity Falls había iniciado su carrera como crítico de AV Club casi cuatro años antes y que probablemente sería el único programa que alguna vez podría reseñar de principio a fin, por lo que siempre tendría un lugar muy especial en su corazón por razones que no podía imaginar que a nadie más le importaran tanto.
Max Nicholson de IGN le dio al episodio un 9 sobre 10, elogiando su manera de "equilibrar a todos los personajes" y "no dejar a nadie fuera de la diversión". También disfrutó de las pequeñas referencias a episodios anteriores. Según él, "Raromagedon 3" estuvo lleno de risas, emoción y momentos conmovedores. En su reseña, "En lo que respecta a las series animadas, Gravity Falls fue excelente y será triste verla desaparecer. Al mismo tiempo, me alegro de que terminara mientras aún estaba fresca, para que los fanáticos puedan recordarla con cariño".
El episodio ganó considerable atención de la prensa después de la revelación de que los 2 policías son homosexuales, con cobertura también en sitios orientados a LGBT. La pareja fue revelada después de que amenazaran con pistolas Taser a cualquiera que hiciera demasiadas preguntas sobre los eventos del Raromagedon. Cuando se les pregunta si los electrocutarían si alguien cuenta lo que sucedió, el agente Durland dice que están "locos de poder", luego se vuelve hacia el sheriff Blubs y agrega "...y amor". Hirsch dijo anteriormente que creía que se le impediría incluir personajes LGBT en la serie. Dijo: "Me encantaría, pero dudo que me dejen hacerlo en la televisión infantil. Pero, hombre, lo haría si pudiera". Esta fue la primera vez que Disney XD y Disney Channel presentaron una pareja de hombres homosexuales, una iniciativa descrita como "un gran paso de Disney hacia la igualdad".